# Jai Kumar Atal
Raja Jai Kumar Atal fue un diplomático indio.
- La palabra hindi "atal" significa firme.
- En 1936 entró al Indian Civil Service (British India).
- De 1937 a 1947 fue Comisionado adjunto en Distrito de Yavatmal, Nagpur, Chandrapur y Sangor Ranchi.
- De 1946 a 1948 fue secretario privado de Abul Kalam Azad.
- En 1950 entró al en:Indian Foreign Service.
- De 1952 a 1954 fue Alto Comisionado adjunto en Karachi.
- De 1954 a 1956 fue enviado en Washington D. C.
- De 1957 a 1959 fue secretario de enlace en el Ministerio de Asuntos Exteriores.
- De 1959 a 1963 fue embajador en Ankara.
- De 1964 a 1966 fue embajador en Adís Abeba (Etiopía).
- De 1966 a 1967 fue embajador en Belgrado (Yugoslavia) con coacreditación en Atenas.
- De 1970 a 1971 fue embajador en Roma.
- De 1971 a 1972 durante la Guerra indo-pakistaní de 1971 y la Guerra de Liberación de Bangladés fue Alto Comisionado en Islamabad.
- Después de la jubilación del Servicio Civil de la India, comenzó otra carrera al asumir el cargo, en 1975, como Primer Presidente Suplente del Comité de Apelaciones de la Organización de las Naciones Unidas para la Alimentación y la Agricultura.
- En 1983, Rajah Atal fue elegido presidente de la Comisión de Apelación y mantuvo dicho cargo.